# Trioza afrosersalisia
Trioza afrosersalisia är en insektsart som beskrevs av Jennifer L. Hollis 1984. Trioza afrosersalisia ingår i släktet Trioza och familjen spetsbladloppor. Inga underarter finns listade i Catalogue of Life.